# 朗杰学乡
朗杰学乡，是中华人民共和国西藏自治区山南市贡嘎县下辖的一个乡镇级行政单位。

## 行政区划
朗杰学乡下辖以下地区：
朗杰学村、江雄村、朗达村和岗则村。